# Langgenharjo (Juwana)
Langgenharjo is een bestuurslaag in het regentschap Pati van de provincie Midden-Java, Indonesië. Langgenharjo telt 6001 inwoners (volkstelling 2010).